# Xlov
Xlov (엑스러브 (romanización revisada, Ekseureobeu); estilizado en mayúsculas) es una boy band de Corea del Sur formada y dirigida por 257 Entertainment. El grupo está formado por cuatro miembros: Wumuti, Rui, Hyun y Haru. Debutaron el 7 de enero de 2025 con su álbum sencillo I'mma Be.

## Nombre
El nombre del grupo es una combinación de dos palabras, "X" que representa lo desconocido y la negación, y "lov" que representa el amor inacabado, que tienen diferentes formas y significados. El tema del grupo es "concepto sin género".

## Historia

### Pre-debut y otras actividades
En 2015, Wumuti ganó la primera temporada del reality show Super Idol de MBC Music y debutó como miembro de Swin. Luego participó en tres programas de telerrealidad: Under Nineteen de MBC en 2018, Boys Planet de Mnet y Build Up: Vocal Boy Group Survival en 2023 y 2024, respectivamente. Así mismo estuvo activo como miembro del grupo de proyecto Waterfire.
En 2023, tanto Rui como Haru también participaron como aprendices individuales en Boys Planet de Mnet, y el primero usó su nombre completo en ese momento.

### 2024-presente: Introducción,I'mma BeyI One
En diciembre de 2024, 257 Entertainment anunció que Xlov debutaría el 7 de enero de 2025 y reveló la alineación de los miembros: Wumuti, Rui, Hyun y Haru. El 7 de enero de 2025, Xlov hizo su debut con el álbum sencillo I'mma Be y su sencillo principal del mismo nombre.
El 11 de mayo de 2025, Xlov anunció que su segundo álbum sencillo de 6 temas, I One, se lanzará el 13 de junio. Para marcar su primer regreso desde su debut, crearon un nuevo logotipo que presenta un corazón destrozado envuelto en llamas, mientras que la portada del álbum incorpora un motivo de fuego a través de la tipografía del título.

## Miembros
- Wumuti – líder[15]
- Rui
- Hyun
- Haru

## Álbums
| Título   | Detalles | Posiciones máximas en el gráfico | Ventas        |
| Título   | Detalles | COR                              | Ventas        |
| -------- | --- | -------------------------------- | ------------- |
| I'mma Be | - Lanzamiento: 7 de enero de 2025 - Etiqueta: 257 Entertainment, Quarter Music - Formatos: CD, descarga digital, streaming  | 11                               | - KOR: 22.342 |
| 1&Only   | - Lanzamiento: 13 de junio de 2025 - Etiqueta: 257 Entertainment, Quarter Music - Formatos: CD, descarga digital, streaming | 11                               | - KOR: 42.075 |

### Singles
| Título     | Año  | Álbum    |
| ---------- | ---- | -------- |
| "I'mma Be" | 2025 | I'mma Be |
| "1&Only"   | 2025 | 1&Only   |